# Crossfaith
Crossfaith (jap. クロスフェイス) – japoński zespół muzyki metalcore pochodzący z Osaka założony w 2006 r.
Grali z wieloma zagranicznymi zespołami, takimi jak: Machine Head, Bleeding Through, August Burns Red, Asking Alexandria, Blessthefall, Alesana czy Funeral for a Friend.

## Członkowie
- Takemura Kazuki – gitara
- Koie Kenta – wokal
- Ikegawa Hiroki – gitara basowa
- Amano Tatsuya – perkusja
- Tamano Terufumi – syntezator, programowanie

Groezrock 2013, Belgia

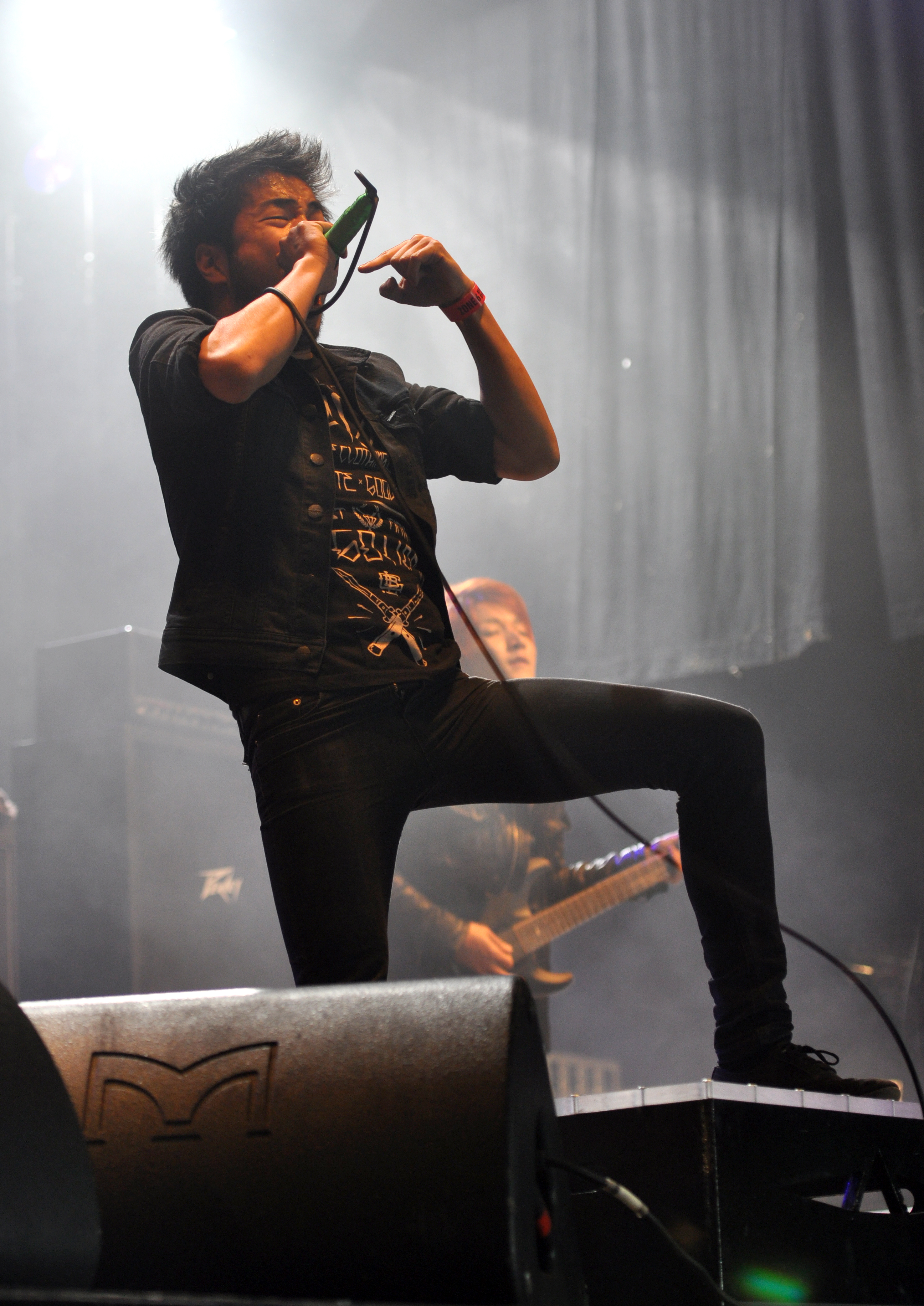
Koie Kenta
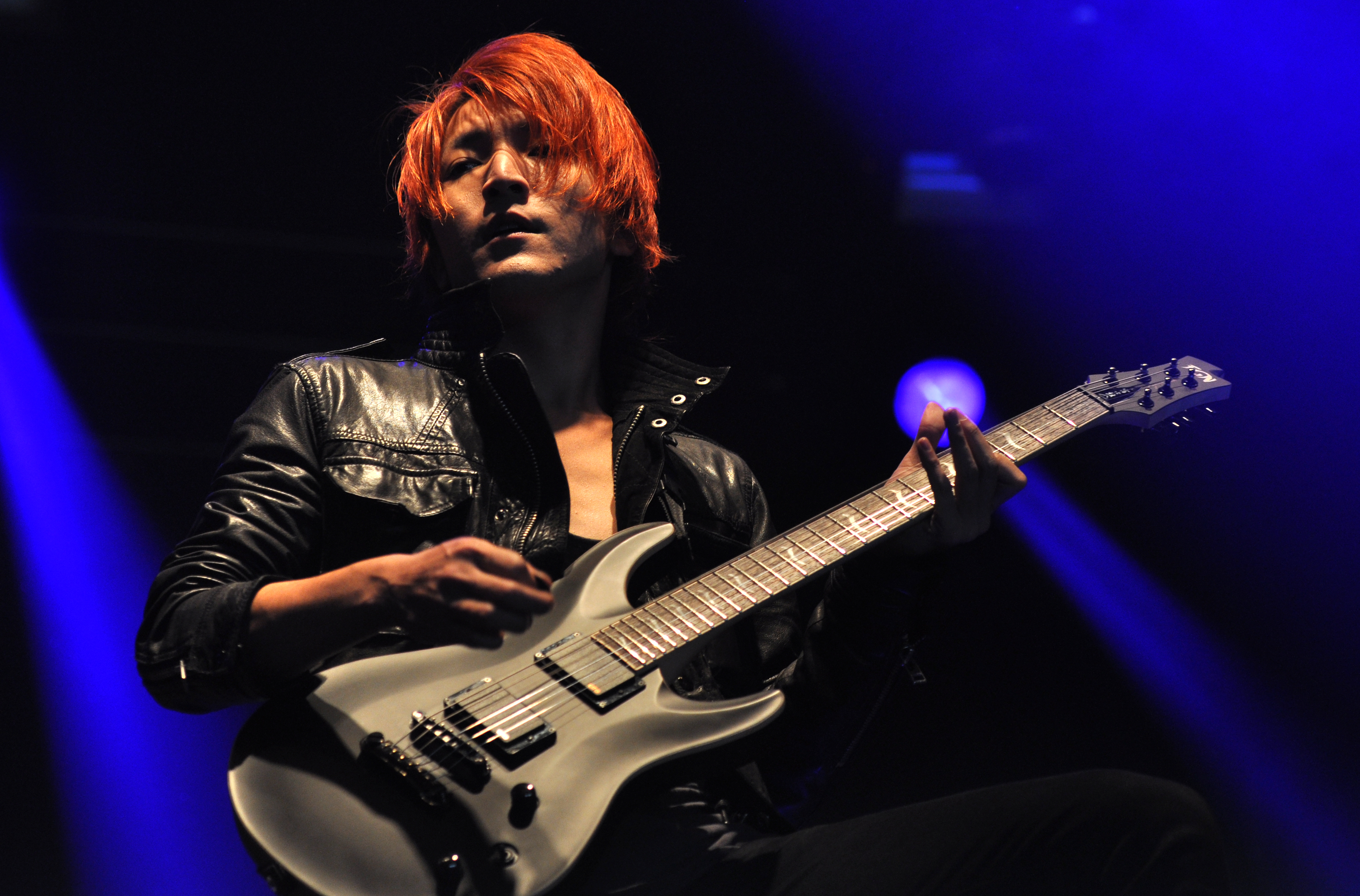
Takemura Kazuki
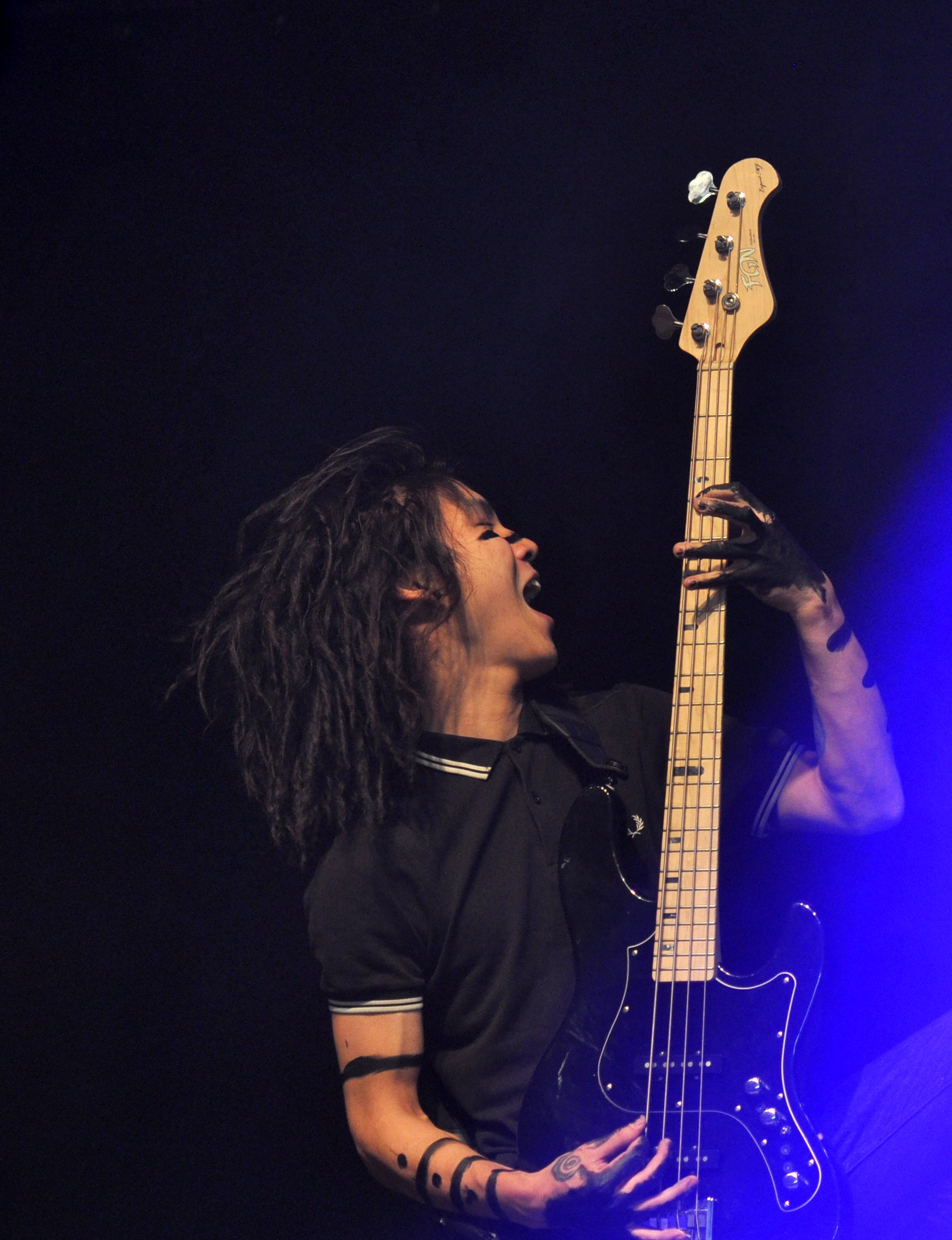
Ikegawa Hiroki
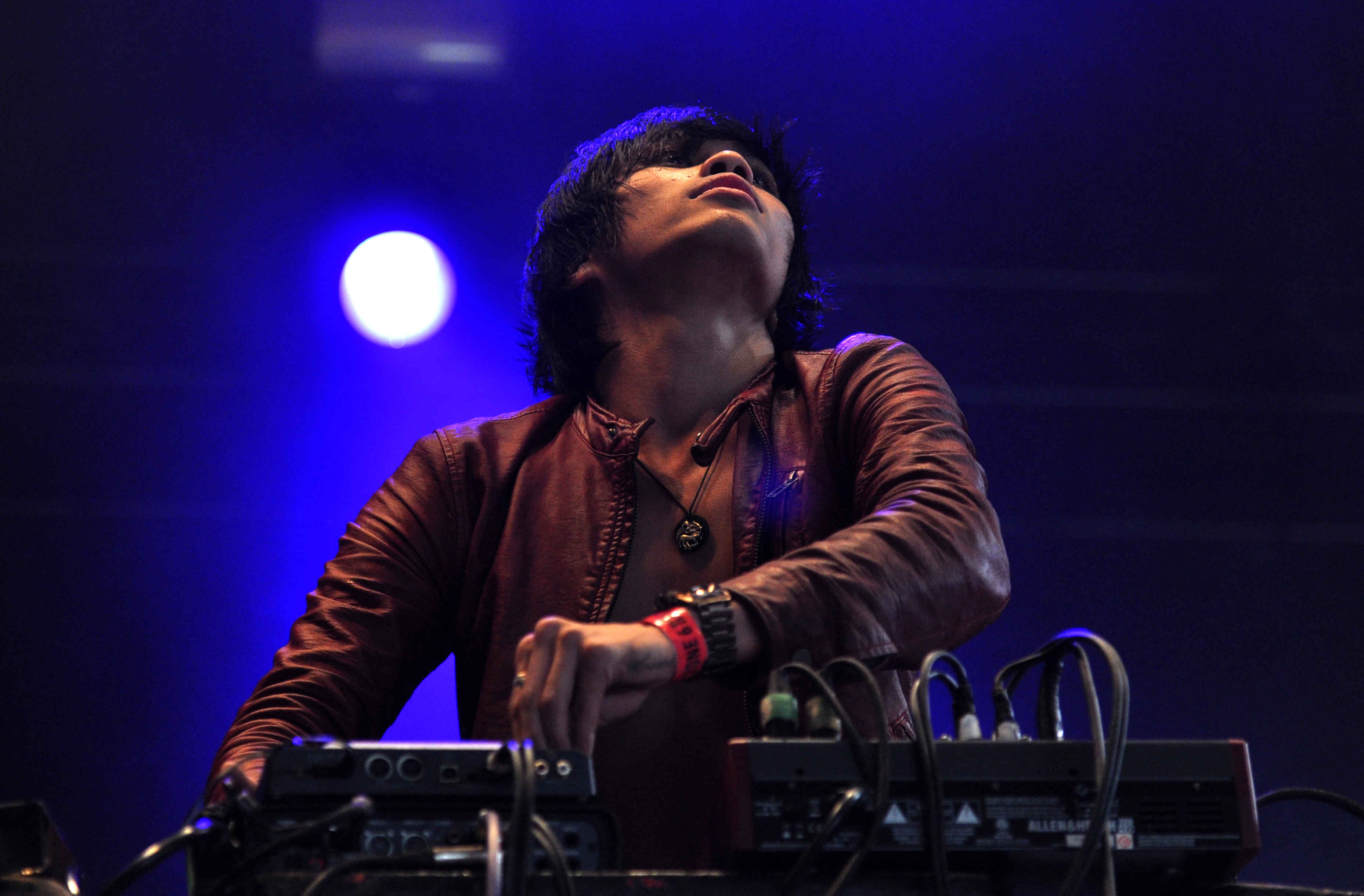
Tamano Terufumi
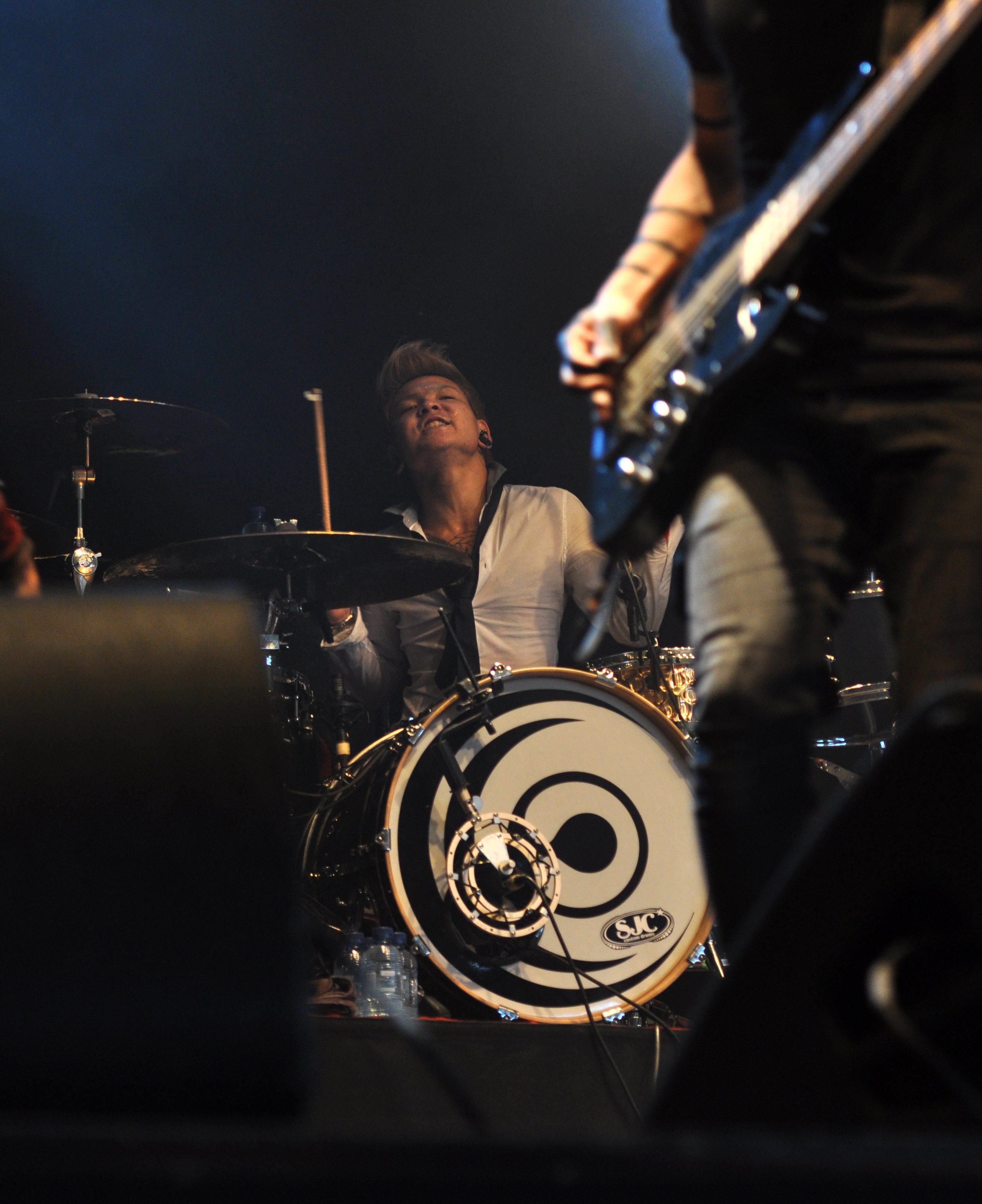
Tatsuya Amano

## Dyskografia

### Albumy
- 2009: The Artificial Theory For The Dramatic Beauty (Zestone Records)
- 2011: The Dream, The Space (Tragic Hero Records)
- 2013: Apocalyze (Search and Destroy/The End Records/Sony Music)
- 2015: Xeno
- 2018: Ex-Machina

### EP
- 2008: Blueprint of Reconstruction
- 2012: Zion